# The Race
The Race er en amerikansk stumfilm fra 1916 af George Melford.

## Medvirkende
- Victor Moore som Jimmy Grayson Jr.
- Anita King som Grace Van Dyke.
- Robert N. Bradbury som James Grayson Sr.
- William Dale som Andrew Van Dyke.
- Mrs. Lewis McCord som Mrs. Jefferson.